# Will Creekmore
William Thomas Creekmore, detto Will (Tulsa, 9 aprile 1989), è un cestista statunitense.